# 四重二諦
四重二諦。佛教中教說世俗諦、勝義諦二諦，以說明佛的方便說法。唐代釋窺基法師在《大乘法苑義林章》中對其提出了四重二諦的見解，依其境界深淺分別為：名事二諦、事理二諦、深淺二諦、詮旨二諦。

## 名事二諦
實法和實我是無實而有名／五蘊、十二處等現象存在的本因是具足體用的實事。

### 世間世俗諦（有名無實諦）
「世間世俗者。隱覆真理。當世情有。墮虛偽中。名曰世間。凡流皆謂有 。依情．名假說名為世俗。」
俗情視為實有的各種現象（如瓶子、軍隊、人等），這些東西有些是有作用而無自體的，有些甚至作用或自體都無，但是人卻都把他們看做真實，而隱覆真理而墮入種種虛妄見解中。

### 世間勝義諦（體用顯現諦）
「世間勝義者。事相麁顯。猶可破壞名曰世間。亦聖所知。過第一俗名為勝義。」
現象界各法，他們被聖人所說是，又兼具自體及作用。他們有各自的自體而作用，顯現為諸差別事項。

## 事理二諦
五蘊、十二處為有形象分殊的事／四諦等教理為超越形象的真理。

### 道理世俗諦（事隨差別諦）
「道理世俗者。隨彼彼義立蘊等法。名為道理。事相顯現差 別易知。名為世俗。」
事物存在的分類，是經論按照事物形象差別，然後加以分析的。有無為等諸法體事，有別體用，異於初俗。

### 道理勝義諦（因果差別諦）
「道理勝義者。知．斷 ．證．修。因果差別名為道理。無漏智境。過前二俗名為勝義。」
　　所有佛教經論講說得教理，都包含在這個裡面，這些教理具有斷惑生智，起修正果的效用。這些教理也是聖人們無漏智的認知對象。他們大多涉及某一義的因，可以以此諦明染淨因果分別。

## 深淺二諦

### 證得世俗諦（方便安立諦）
「證得世俗者。施設染淨因果差別。令其趣入。名為證得。有相可 知。名為世俗。」
以佛之方便安立知斷證修之苦等四諦也。是為行人證悟之法，故曰證得，因果之相狀，分明可知，故名世俗。

### 證得勝義諦（依門顯實諦）
「證得勝義者。聖智依詮空門顯理。名為證得。凡愚不測。過前三俗名為勝義。」
聖者超越前三俗諦，依言詮而顯現二空真如理體，而證得凡愚難測的理體。

## 詮旨二諦

### 勝義世俗諦（假名非安立諦）
「勝義世俗者。妙出眾法。聖者所知。名為勝義。假相安立。非體離言 。名曰世俗。」
同指二空（空我而得之真如，空法而得之法空真如也。）門開顯真如理體，為聖人方知，但當中否定人法二我（因涉及語言），此諦以名言安立的方式來開示非安立的究極真實。

### 勝義勝義諦 （廢詮談旨）
「勝義勝義者。體妙離言。逈超眾法。名為勝義。聖智內證。過前四俗復名勝義。」
即一真法界，不能以言語詮顯，須廢言詮，但以正智於內心證會其理旨也。非安立勝義（前三勝義皆安立勝義）。